# Passo de Torres
Passo de Torres là một đô thị thuộc bang Santa Catarina, Brasil. Đô thị này có diện tích 95,054 km², dân số năm 2007 là 5313 người, mật độ 59,2 người/km².